# Allochthonius borealis
Espèce
Allochthonius borealis est une espèce de pseudoscorpions de la famille des Pseudotyrannochthoniidae.

## Distribution
Cette espèce est endémique de la préfecture d'Aomori au Japon,. Elle se rencontre sur le mont Iwaki.

## Publication originale
- (en) Hidebumi Sato, « Allochthonius borealis, a new pseudoscorpion (Chthoniidae) from Tohoku District, Japan », Bulletin of the Biogeographical Society of Japan, vol. 39, no 3,‎ 30 décembre 1984, p. 17-20.